# Magdalena Brătescu
Magdalena Brătescu (nume la naștere Magdalena Goldenstein) (n. 5 decembrie 1945, București) este o scriitoare israeliană de limba română, care din 1981 trăiește în Israel, în orașul Rehovot. A publicat și sub pseudonimul Maayan Bar.

## Biografie
Părinții scriitoarei sunt Jeana născută Manase, din familia Oster (de origine austriacă) și Ignat Goldenstein (de origine rusă), ambii născuți în București. Mama a fost casnică, iar tatăl, contabil.
Fratele mai mare al tatălui, Goldenstein Iancu (Jean), a căzut în luptele din primul război mondial ca soldat în corpul de trupă 25 infanterie, în noiembrie 1916. Bunicul matern, Manase Moise, soldat în corpul de trupă 46 infanterie, a fost prizonier de război la Lamsdorf în Germania în 1917.

### Studii
A absolvit liceul Matei Basarab în 1963 și Facultatea de filologie a Universității din București, secția limbi romanice și clasice, specialitatea română-franceză 1971.

## Activitatea publicistică
A publicat povestiri,   în România literară-fragment din romanul Prințul coreean în pagina 17 din nr 36-37, iulie 2019 Contemporanul - ideea europeană, București; pe Internet Confluențe literare nr 1080 15 dec 13, nr 1088 23 dec 13, 1104 8 ian 14, 1131 4 feb 14, 1249 2 iun 14, 1293 16 iul 14,, 1361 22 sept 14, 1369 30 sept 14,1441 11 dec 14, 1462 1 ian 15, 1468 7 ian 15, 1512 20 feb 15, 1516 24 feb 15, 1957 10 mai 16,1959 12 mai 16,2029 21 iul 16 2043 4 aug 16, 2114 14 oct 16, 2138 7 noe 16, 2313 1 mai 17, 2373 30 iun 17, 2382 9 iul 17, 2399 26 iul 17, 2505 9 noe 17, 2596 8 feb 18, 2622 6 mar 18, 2667 20 apr 18, 2746 8 iul 18, 3090 17 iun 19, 3132 29 iul 19 3053 11 mai 19, 3139 5 aug 19
, Vatra veche nr 1 (109) ian 2018 pg 35, nr 3 (123) martie 2019 pg 3, Logos, Revista Latitudinea 4 apr 2020 "Gigel" cronică dramatică/ Logos și Agape 2601-1719 ISSN din 2 iunie 2020 "Zadarnicele chinuri ale dragostei" cronică dramatică/revista Tomis, Constanța; revistele Minimum, Maximum, Expres magazin, Revista familiei, Revista mea, revista literară a ASILR Izvoare, ziarul Viața noastră din Israel.
Din octombrie 2013 are o rubricǎ sǎptămânalǎ în "Gazeta românească" intitulată "Din fotoliul spectatorului" unde publică cronică de spectacole de teatru și operă.
Este redactor la săptămânalele Gazeta Românească și Revista Familiei.

### Viața privată
Este căsătorită cu inginerul electronist Vladimir Brătescu. Are un fiu, Andrei Ștefan  și două nepoate, Eliana Noam  și Adia Alma, născute la Ierusalim.
Magdalena Brătescu vorbește româna, franceza și ebraica la nivel de limbă maternă. De asemenea italiana, spaniola, engleza, rusa și idiș.

## Premii și onoruri

### Afilieri
- Membră a Uniunii scriitorilor din România, filiala București, secția proză (membru stagiar, primit din 2 septembrie 2011)[1]
- Membră a Asociației scriitorilor israelieni de limba română (ASILR)cu functia de vicepresedinta.
- Membră a Uniunii Jurnaliștilor din Israel din 19 iunie 2014
- Membru titular al Uniunii Scriitorilor din România, filiala București, secția proză, din noiembrie 2014

### Premii
- Premiul ASILR 2011 pentru romanul Casa Diamant.[2]
- Premiul Centrului cultural româno-israelian și Revista Maximum pentru romanul anului 2013 Chipul, Editura Familia.[3]
- Premiul Bercu Enghelberg" pentru "Cea mai bună carte a anului 2013, romanul CHIPUL.[4]
- Premiul de excelență al Editurii Familia pentru activitate prestigioasa de critica teatrala n paginile ziarului "Gazeta Romaneasca" 2016
- Premiul pentru proza 2015 acordat de ASILR pentru romanele pe care le-a publicat si, in special, pentru volumul "Umbra celor saisprezece apusuri" în care isi arata atasamentul fata de Israel
- Diplomă de excelență și medalia Ierusalimului ca Ambasador al bunelor relații între România și Israel, pentru contribuția de excepție la realizarea unor proiecte comunitare și de promovare a dialogului intercultual între cele două țări și popoare, acordată de Centrul Cultural Israeliano-român din Tel Aviv 2017
- Diplomă de Străjer al Limbii Române cu prilejul Festivaluli Internațional de Poezie în Limba Română Tel Aviv 31 august 2017
- Distincția Cartea anului 2017 în domeniul teatrologiei pentru volumul "Rendez-vous cu teatrul israelian", acordată de ASILR și Centrul cultural israeliano român 22 martie 2018
- Premiul Cartea anului 2018 pentru romanul Cromatica Fericirii acordat de ASILR în aprilie 2019
- Premiul Centrului cultural România Israel pentru teatrologie 2020
- Premiul Centrului Cultural România Israel Sebastian Costin pentru traducere 2022

## Opere publicate
- Soro lume, roman, editura Ex Ponto, Constanța 2004,[5]
- Oglinda frumoaselor, povestiri, editura Cronica Iași 2007,[6] (semnată cu pseudonimul Maayan Bar),
- Casa Diamant, roman, editura Libra, București 2010,[7]
- Vanessa Beri, roman, editura Revista familiei, Israel, 2012.[8] (existentă și în ediție electronică)
- Chipul" roman, editura Revista Familiei, Israel 2013
- Umbra celor saisprezece apusuri, roman, editura Familia, Israel 2016
- Rendez-vous cu teatrul israelian, antologie document, editura Familia Israel 2017
- Cromatica fericirii,, roman, Editura Familia Israel 2018
- Rendez-vous cu teatrul, volumul II, antologie document, editura Familia Israel 2019
- Vulnerabilii bărbați alfa, roman, Editura ASILR 2022
- Victorii, culegere de cronici literare, Editura ASILR 2022
- Rendez-vous cu teatrul, volumul III Editura ASILR 2023